# L'ombra del vent

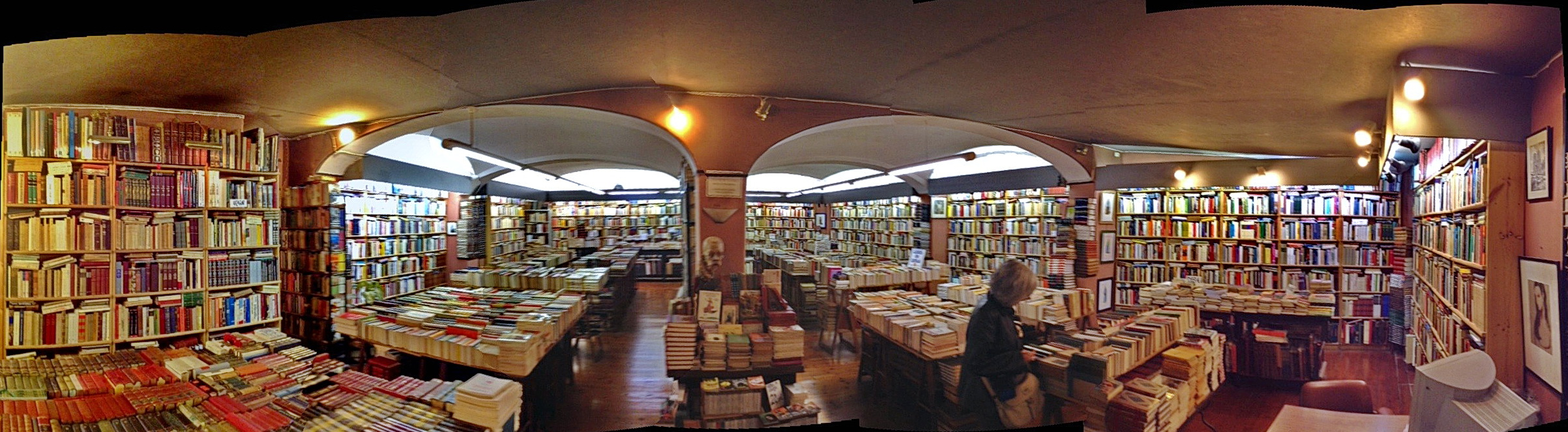
Llibreria Canuda, tancada el 2013, en el soterrani de la qual se situava -simbòlicament-, "El Cementiri dels Llibres"

L'ombra del vent (títol original: La sombra del viento) és la primera novel·la per a adults de Carlos Ruiz Zafón, publicada l'any 2001. Va ser traduït al català per Josep Pelfort. És la primera part d'una tetralogia que es desenrotlla al «Cementiri dels Llibres Oblidats».
Conjumina les tècniques del relat d'intriga i de suspens, la novel·la històrica i la comèdia de costums, però es tracta sobretot d'una tràgica història d'amor. En l'obra, l'autor entrellaça trames i enigmes amb una gran força narrativa, en un relat sobre els secrets del cor i l'embruixament dels llibres.
Aquesta novel·la va ser un succés mundial, amb milions d'exemplars venuts en més de trenta llengües. La crítica internacional la va aclamar com una de les grans revelacions literàries dels últims temps. El mateix no era gaire modest sobre el seu succés. En una entrevista va qüestionar l'afirmació que era el segon autor més llegit després de Cervantes. Però no per atorgar el segon lloc després de Cervantes a cap dels altres grans de la literatura espanyola dels últims quatre segles. Ruiz Zafón va assenyalar que en temps de Cervantes no hi havia mètriques per mesurar el nombre de lectors. Entre línies: no m'estranyaria que el mateix fos el número u.

## Argument

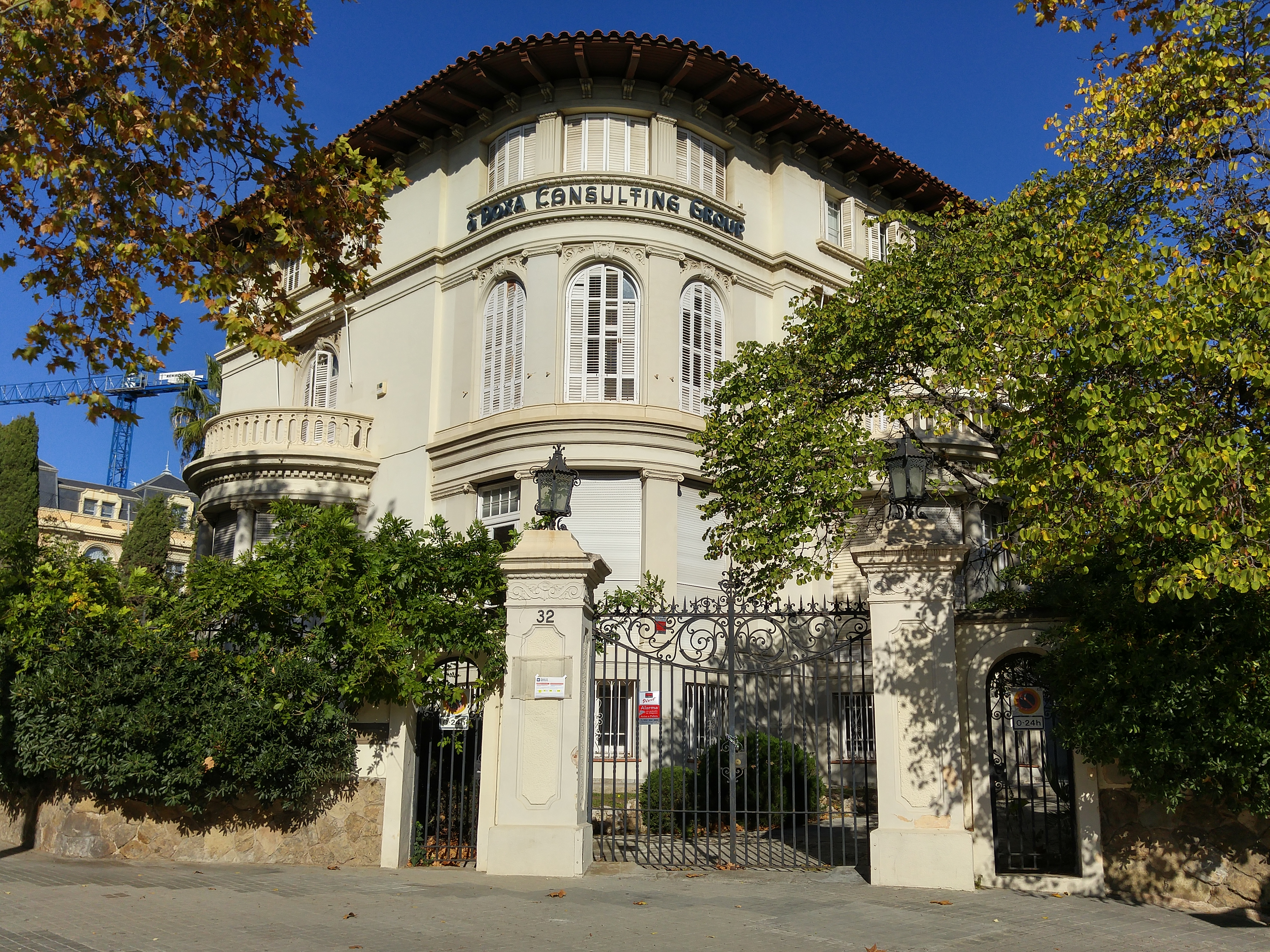
Palauet Aldaya en la ficció (Casa Macaya a l'avinguda del Tibidabo 32)

L'ombra del vent narra una història de misteri en la Barcelona de la primera meitat del segle xx. Té una ambientació freda, fosca i solitària, en la qual abunden les descripcions dels carrerons, les places i els barris on es desenvolupa la història.
Comença un matí de 1945, quan Daniel Sempere és conduït pel seu pare al Cementiri dels Llibres Oblidats, d'on li deixa triar un llibre. N'escull L'Ombra del Vent, del qual en quedarà tan fascinat que intentarà esbrinar una mica més sobre el seu autor, Julià Carax, fet que el durà a endinsar-se en un món d'intrigues i misteris, però també d'històries d'amor, que a la fi es reflecteixen sobre la seva pròpia vida i els diferents personatges que aniran coneixent al llarg de la novel·la.

## Premis rebuts[5]

### Espanya
- Premi de la Fundació José Manuel Lara al llibre més venut
- Premi dels Lectors de La Vanguardia (2002)
- Premi Protagonistes
- Finalista del Premi Llibreter 2002
- Finalista del Premi de Novel·la Fernando Lara 2001

### Estats Units
- Borders Original Voices Award
- Gumshoe Award, New York
- Public Library Book to Remember
- BookSense Book of the Year (Honorable Mention)
- Barry Award, Joseph-Beth and Davis-Kidd Booksellers Fiction Award.

### França
- Premi al millor llibre estranger en 2004
- Prix du Scribe
- Prix Michelet
- Prix Saint-Emilion.

### Països Baixos
- Premi dels Lectors.

### Noruega
- Bjornson Order al mèrit literari.[5]

### Canadà
- Premi dels llibreters del Canadà/Quebec.